# Jamaica nos Jogos Pan-Americanos de 2023
A Jamaica competiu nos Jogos Pan-Americanos de 2023 em Santiago, no Chile, de 20 de outubro a 5 de novembro de 2023. Foi a 19.ª aparição do país nos Jogos Pan-Americanos, tendo participado de todas as edições desde a estreia dos Jogos, em 1951.

## Competidores
Abaixo está a lista do número de competidores (por gênero) participando dos jogos por esporte/disciplina.
| Esporte              | Masculino | Feminino | Total |
| -------------------- | --------- | -------- | ----- |
| Basquetebol          | 0         | 4        | 4     |
| Canoagem             | 1         | 0        | 1     |
| Ciclismo             | 0         | 2        | 2     |
| Futebol              | 0         | 18       | 18    |
| Ginástica            | 1         | 1        | 2     |
| Levantamento de peso | 0         | 1        | 1     |
| Lutas                | 1         | 0        | 1     |
| Rugby sevens         | 12        | 12       | 24    |
| Taekwondo            | 1         | 0        | 1     |
| Total                | 16        | 38       | 54    |

## Basquetebol
3x3

### Feminino
A Jamaica classificou uma equipe feminina (de 4 atletas) após terminar em quinto na Copa América de Basquetebol 3x3 Feminino de 2022.
Sumário
| Equipe           | Evento   | Fase preliminar      | Fase preliminar      | Fase preliminar      | Fase preliminar      | Fase preliminar      | Fase preliminar | Semifinal            | Final / MB / Po.     | Final / MB / Po. |
| Equipe           | Evento   | Adversário Resultado | Adversário Resultado | Adversário Resultado | Adversário Resultado | Adversário Resultado | Posição         | Adversário Resultado | Adversário Resultado | Posição          |
| ---------------- | -------- | -------------------- | -------------------- | -------------------- | -------------------- | -------------------- | --------------- | -------------------- | -------------------- | ---------------- |
| Jamaica feminino | Feminino |                      |                      |                      |                      |                      |                 |                      |                      |                  |

## Canoagem

### Slalom
A Jamaica qualificou um canoísta masculino de slalom.
| Atleta | Evento        | Rodada preliminar | Rodada preliminar | Rodada preliminar | Semifinal | Semifinal | Final | Final   |
| Atleta | Evento        | Descida 1         | Descida 2         | Posição           | Tempo     | Posição   | Tempo | Posição |
| ------ | ------------- | ----------------- | ----------------- | ----------------- | --------- | --------- | ----- | ------- |
|        | K-1 masculino |                   |                   |                   |           |           |       |         |

## Ciclismo
A Jamaica qualificou duas ciclistas femininas.

### Pista
Velocidade
| Atleta | Evento              | Classificação | Classificação | Oitavas-de-final | Repescagem 1     | Quartas-de-final     | Semifinais           | Final                | Final   |
| Atleta | Evento              | Tempo         | Posição       | Adversário Tempo | Adversário Tempo | Adversário Resultado | Adversário Resultado | Adversário Resultado | Posição |
| ------ | ------------------- | ------------- | ------------- | ---------------- | ---------------- | -------------------- | -------------------- | -------------------- | ------- |
|        | Individual feminino |               |               |                  |                  |                      |                      |                      |         |

Keirin
| Atleta | Evento   | Eliminatórias | Repescagem | Final   |
| Atleta | Evento   | Posição       | Posição    | Posição |
| ------ | -------- | ------------- | ---------- | ------- |
|        | Feminino |               |            |         |

## Futebol

### Feminino
A Jamaica qualificou uma equipe feminina (de 18 atletas) após terminar como a equipe melhor ranqueada do Caribe no Campeonato Feminino da CONCACAF de 2022.
Sumário
Key:
- A.T.E – Após tempo extra.
- P – Partida decidida na disputa por pênaltis.

| Equipe           | Evento   | Fase de grupos       | Fase de grupos       | Fase de grupos       | Fase de grupos | Semifinal            | Final / MB / Po.     | Final / MB / Po. |
| Equipe           | Evento   | Adversário Resultado | Adversário Resultado | Adversário Resultado | Posição        | Adversário Resultado | Adversário Resultado | Posição          |
| ---------------- | -------- | -------------------- | -------------------- | -------------------- | -------------- | -------------------- | -------------------- | ---------------- |
| Jamaica feminino | Feminino |                      |                      |                      |                |                      |                      |                  |

## Ginástica

### Artística
A Jamaica qualificou dois ginastas (um homem e uma mulher) através do Campeonato Pan-Americano de 2023.
Masculino
| Atleta | Evento           | Qualificação | Qualificação | Qualificação | Qualificação | Qualificação | Qualificação | Total | Posição |
| Atleta | Evento           | S            | CA           | A            | Sa           | BP           | BF           | Total | Posição |
| ------ | ---------------- | ------------ | ------------ | ------------ | ------------ | ------------ | ------------ | ----- | ------- |
|        | Individual geral |              |              |              |              |              |              |       |         |

Legenda de classificação: Q = Qualificado para a final por aparelhos
Feminino
| Atleta | Evento           | Qualificação | Qualificação | Qualificação | Qualificação | Total | Posição |
| Atleta | Evento           | Sa           | BA           | TE           | S            | Total | Posição |
| ------ | ---------------- | ------------ | ------------ | ------------ | ------------ | ----- | ------- |
|        | Individual geral |              |              |              |              |       |         |

Legenda de classificação: Q = Qualificada para a final por aparelhos

## Levantamento de peso
A Jamaica recebeu convite para enviar uma halterofilista feminina.
| Atleta | Evento | Arranco   | Arranco | Arremesso | Arremesso | Total | Posição |
| Atleta | Evento | Resultado | Posição | Resultado | Posição   | Total | Posição |
| ------ | ------ | --------- | ------- | --------- | --------- | ----- | ------- |
|        |        |           |         |           |           |       |         |

## Lutas
A Jamaica qualificou um lutador através do Campeonato Pan-Americano de Lutas de 2023.
Chave:
- VT – Vitória por queda
- PP – Decisão por pontos – derrotado com pontos técnicos.
- PO – Decisão por pontos – derrotado sem pontos técnicos.
- SP – Superioridade técnica – o derrotado com pontos técnicos e uma margem de vitória de pelo menos 9 (Greco-romana) ou 10 (livre) pontos.
- ST – Grande superioridade – o derrotado sem pontos técnicos e uma margem de vitória de pelo menos 8 (Greco-romana) ou 10 (livre) pontos.
- VA – Decisão por desistência

Masculino
| Atleta | Evento       | Quartas-de-final     | Semifinal            | Final / MB           | Final / MB |
| Atleta | Evento       | Adversário Resultado | Adversário Resultado | Adversário Resultado | Posição    |
| ------ | ------------ | -------------------- | -------------------- | -------------------- | ---------- |
|        | Livre 125 kg |                      |                      |                      |            |

## Rugby sevens

### Masculino
A Jamaica qualificou uma equipe masculina (de 12 atletas) após chegar à final do RAN Super Sevens Masculino de 2022.
Sumário
| Equipe            | Evento    | Fase de grupos       | Fase de grupos       | Fase de grupos       | Fase de grupos | Semifinal            | Final / MB / Po.     | Final / MB / Po. |
| Equipe            | Evento    | Adversário Resultado | Adversário Resultado | Adversário Resultado | Posição        | Adversário Resultado | Adversário Resultado | Posição          |
| ----------------- | --------- | -------------------- | -------------------- | -------------------- | -------------- | -------------------- | -------------------- | ---------------- |
| Jamaica masculino | Masculino |                      |                      |                      |                |                      |                      |                  |

### Feminino
A Jamaica qualificou uma equipe feminina (de 12 atletas) após chegar à final do RAN Super Sevens Feminino de 2022.
Sumário
| Equipe           | Evento   | Fase de grupos       | Fase de grupos       | Fase de grupos       | Fase de grupos | Semifinal            | Final / MB / Po.     | Final / MB / Po. |
| Equipe           | Evento   | Adversário Resultado | Adversário Resultado | Adversário Resultado | Posição        | Adversário Resultado | Adversário Resultado | Posição          |
| ---------------- | -------- | -------------------- | -------------------- | -------------------- | -------------- | -------------------- | -------------------- | ---------------- |
| Jamaica feminino | Feminino |                      |                      |                      |                |                      |                      |                  |

## Taekwondo
A Jamaica qualificou um atleta masculino durante o Torneio Classificatório para os Jogos Pan-Americanos.
Kyorugi
Masculino
| Atleta | Evento | Oitavas-de-final     | Quartas-de-final     | Semifinais           | Repescagem           | Final / MB           | Final / MB |
| Atleta | Evento | Adversário Resultado | Adversário Resultado | Adversário Resultado | Adversário Resultado | Adversário Resultado | Posição    |
| ------ | ------ | -------------------- | -------------------- | -------------------- | -------------------- | -------------------- | ---------- |
|        | –80 kg |                      |                      |                      |                      |                      |            |